# Stiftung Geburtshaus Papst Benedikt XVI.

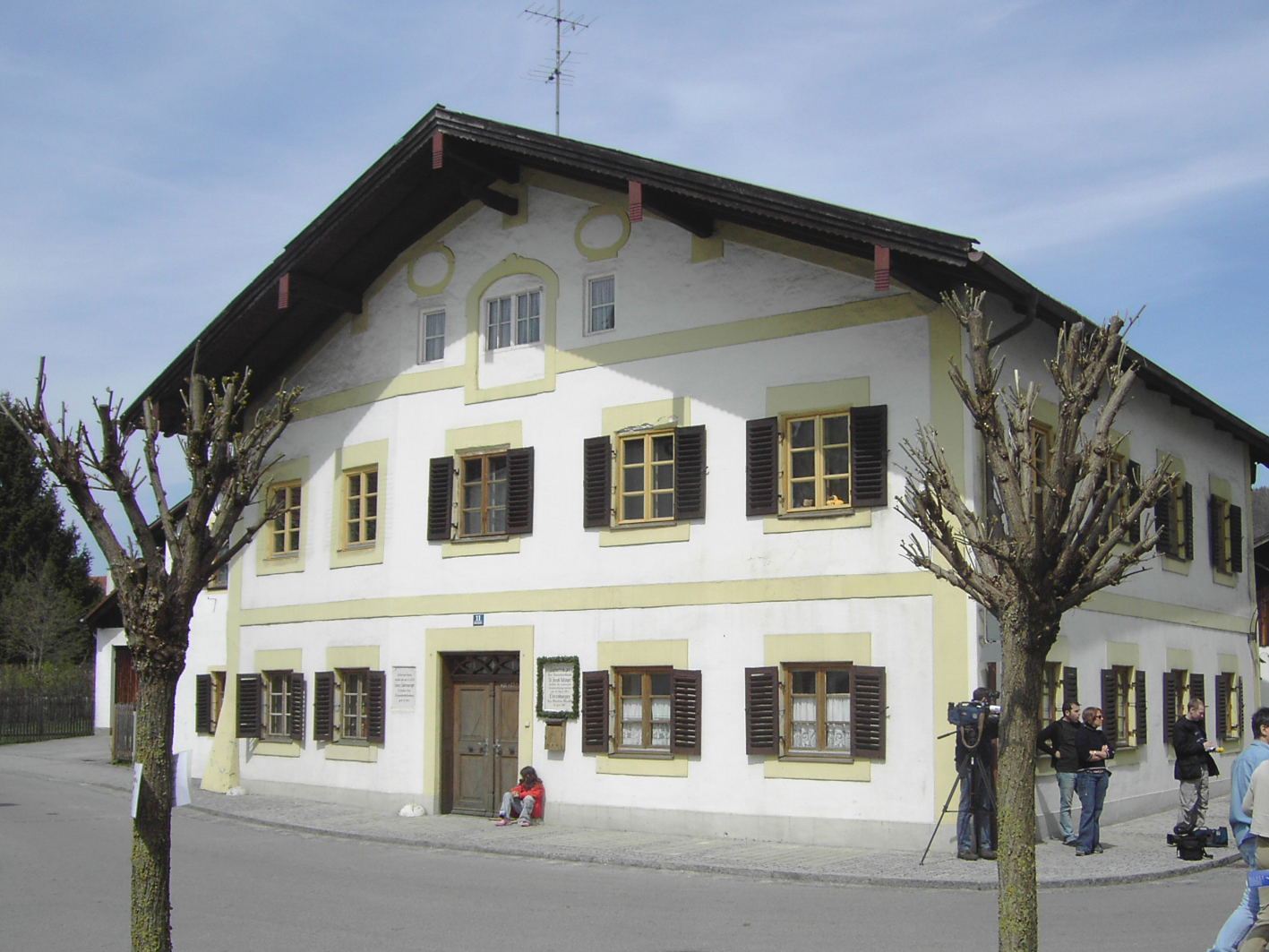
Geburtshaus Benedikts XVI., das fast 300 Jahre alte Mauthaus (2005)

Die Stiftung Geburtshaus Papst Benedikt XVI. ist eine 2005 gegründete Stiftung, die Eigentümer des Geburtshauses von Papst Benedikt XVI. in Marktl ist.

## Geschichte
Im Einvernehmen mit der Freisinger Bischofskonferenz gründete Wilhelm Schraml, Bischof von Passau, eine kirchliche Stiftung öffentlichen Rechts. Im Dezember 2005 erfolgte die Anerkennung durch das Bayerische Staatsministerium für Unterricht und Kultus. Die „Stiftung Geburtshaus Papst Benedikt XVI.“ konnte die dafür nötigen Mittel aufbringen, um zum 80. Geburtstag von Benedikt XVI. am 16. April 2007 das Geburtshaus zu eröffnen.

## Stiftungszweck
Zweck der Stiftung ist es, an diesem Ort den persönlichen und geistlichen Lebensweg von Papst Benedikt XVI. darzustellen. Die Initiative zur Errichtung der Stiftung ging von Verwandten (unter anderem der Neusser Industriellenfamilie Werhahn) des ehemaligen Erzbischofs von Köln, Josef Kardinal Frings, aus, dessen Konzilstheologe der damalige Bonner Theologieprofessor Joseph Ratzinger während des Zweiten Vatikanischen Konzils in den 1960er Jahren war.

## Organisation
Die Stiftung wird geleitet durch den Vorstandsvorsitzenden, dem Finanzdirektor der Erzdiözese München und Freising, Domkapitular Klaus-Peter Franzl, und den zweiten Vorsitzenden, den Finanzdirektor des Bistums Passau, Josef Sonnleitner. 
Dem Kuratorium gehören an: Der Diözesanbischof  von Passau, Wilhelm Schraml als Vorsitzender, Sebastian Anneser, Domkapitular i. R. (†) und Finanzdirektor i. R. (München), als stv. Vorsitzender des Kuratoriums, Generalvikar Klaus Metzl, Domdekan und Finanzdirektor Robert Hüttner, Bürgermeister Hubert Gschwendtner, Ministerialrat Dieter Schütz und Alexander Kolb (Werhahn).